# Племе (ассоциированная коммуна)
Племе́ (фр. Plémet, брет. Plezeved, галло Plémaèu) — ассоциированная коммуна во Франции, находится в регионе Бретань. Департамент — Кот-д’Армор. Входит в состав кантона Лудеак. Округ коммуны — Сен-Бриё.
1 января 2016 года путем слияния коммун Ла-Ферьер и Племе образована новая коммуна Ле-Мулен, центром которой стал Племе. С 1 января 2018 коммуна стала назваться Племе.
Код INSEE коммуны — 22183.

## География
Коммуна расположена приблизительно в 380 км к западу от Парижа, в 70 км западнее Ренна, в 40 км к югу от Сен-Бриё.

## Население
Население коммуны на 2008 год составляло 2929 человек.
| 1962 | 1968 | 1975 | 1982 | 1990 | 1999 | 2008 |
| ---- | ---- | ---- | ---- | ---- | ---- | ---- |
| 2887 | 2928 | 3035 | 3056 | 3071 | 2936 | 2929 |

## Администрация
| Период | Период | Фамилия       | Партия        | Примечания |
| ------ | ------ | ------------- | ------------- | ---------- |
| 1959   | 2006   | Луи Питон     | Разные правые | врач       |
| 2006   | 2008   | Люк Каве      | беспартийный  | врач       |
| 2008   | 2014   | Доминик Граль | Зелёные       | учитель    |

## Экономика
В 2007 году среди 1715 человек в трудоспособном возрасте (15—64 лет) 1261 были экономически активными, 454 — неактивными (показатель активности — 73,5 %, в 1999 году было 69,9 %). Из 1261 активных работали 1177 человек (644 мужчины и 533 женщины), безработных было 84 (31 мужчина и 53 женщины). Среди 454 неактивных 125 человек были учениками или студентами, 188 — пенсионерами, 141 были неактивными по другим причинам.

## Достопримечательности
- Церковь Свв. Петра и Павла (XIX век)
- Средневековая часовня Сен-Любен и распятие. Исторический памятник с 1925 года[3]
- Придорожный крест (XVII век). Исторический памятник с 1927 года[4]
- Придорожный крест «Пьер-Лонг» (XVIII век). Исторический памятник с 1927 года[5]
- Крест XVIII века. Исторический памятник с 1927 года[6]

## Фотогалерея

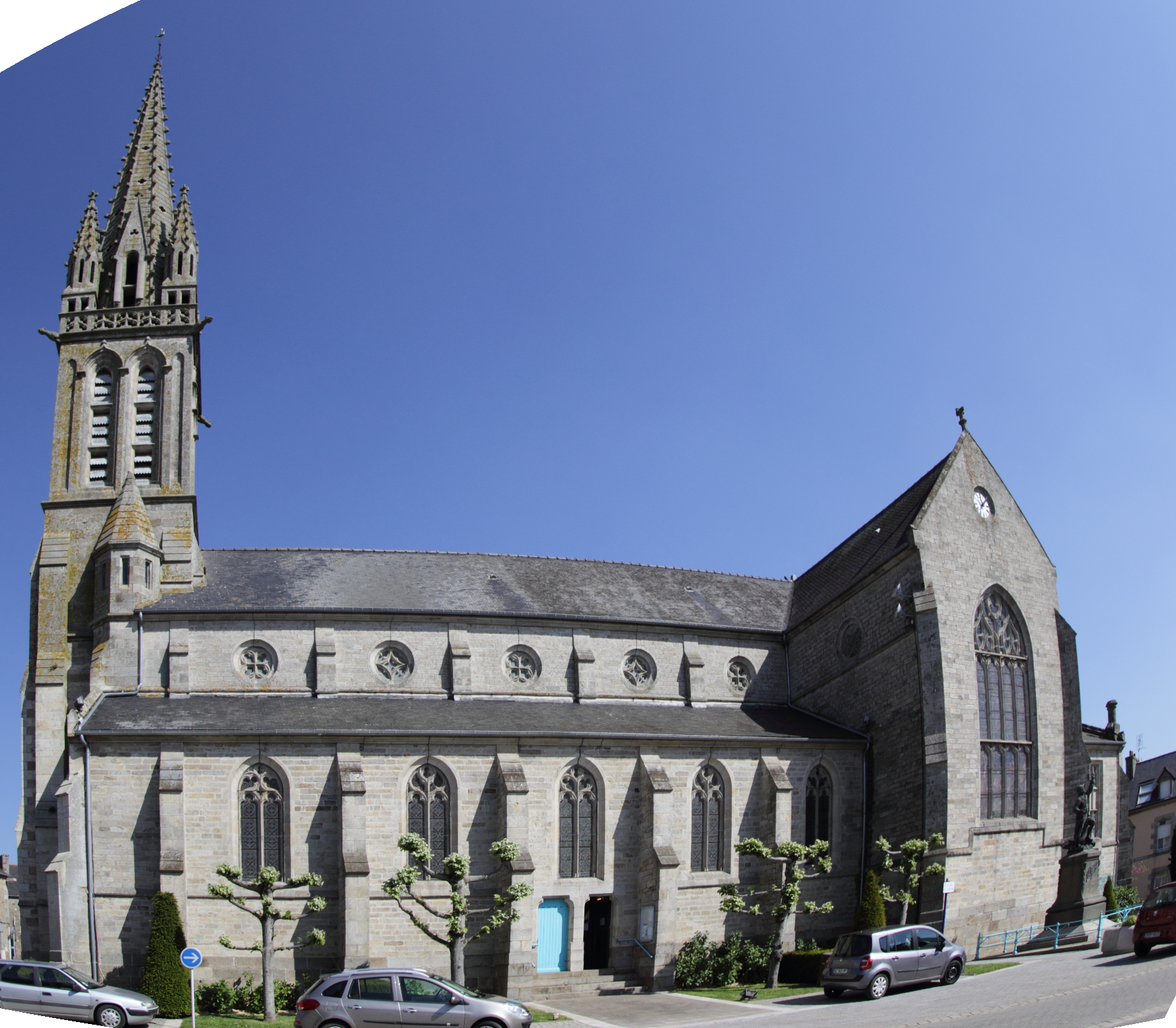
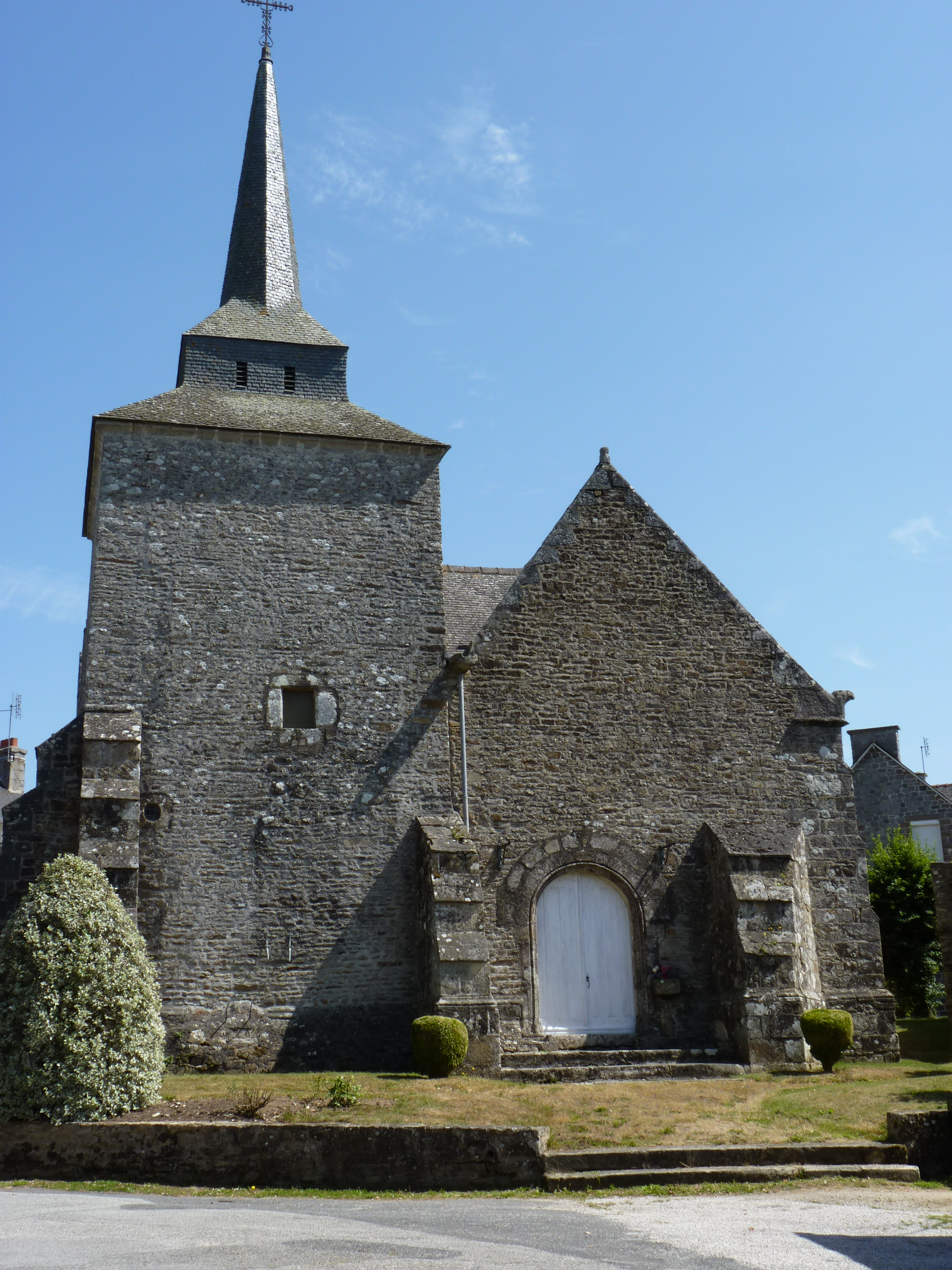
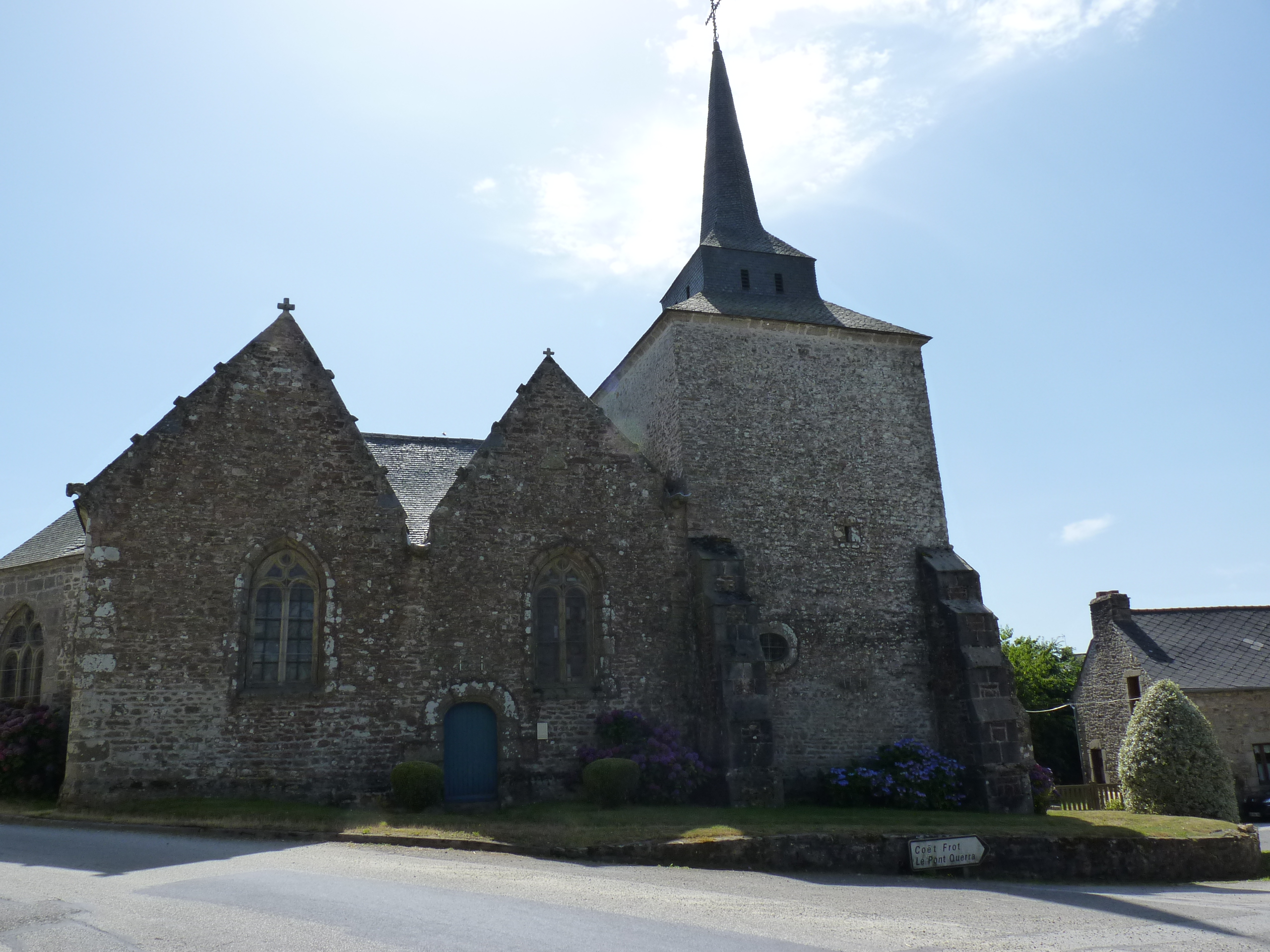
Часовня Сен-Любен
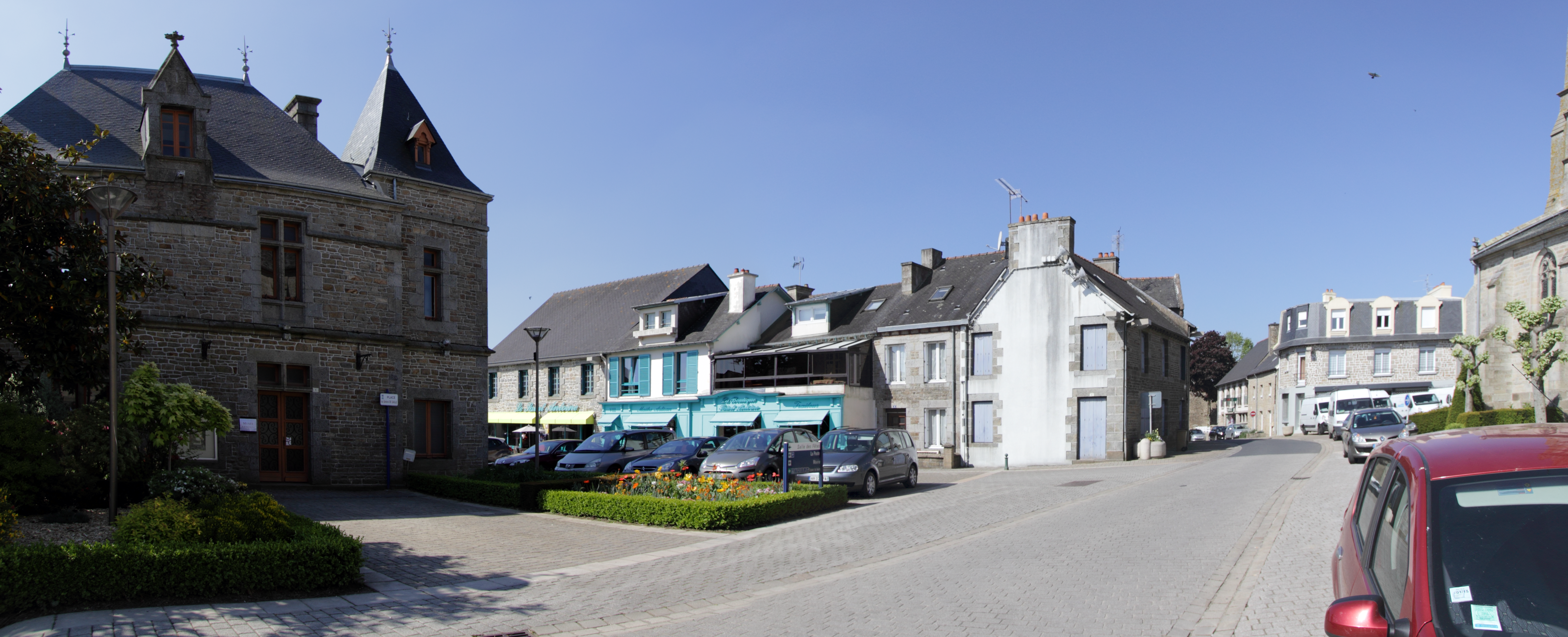
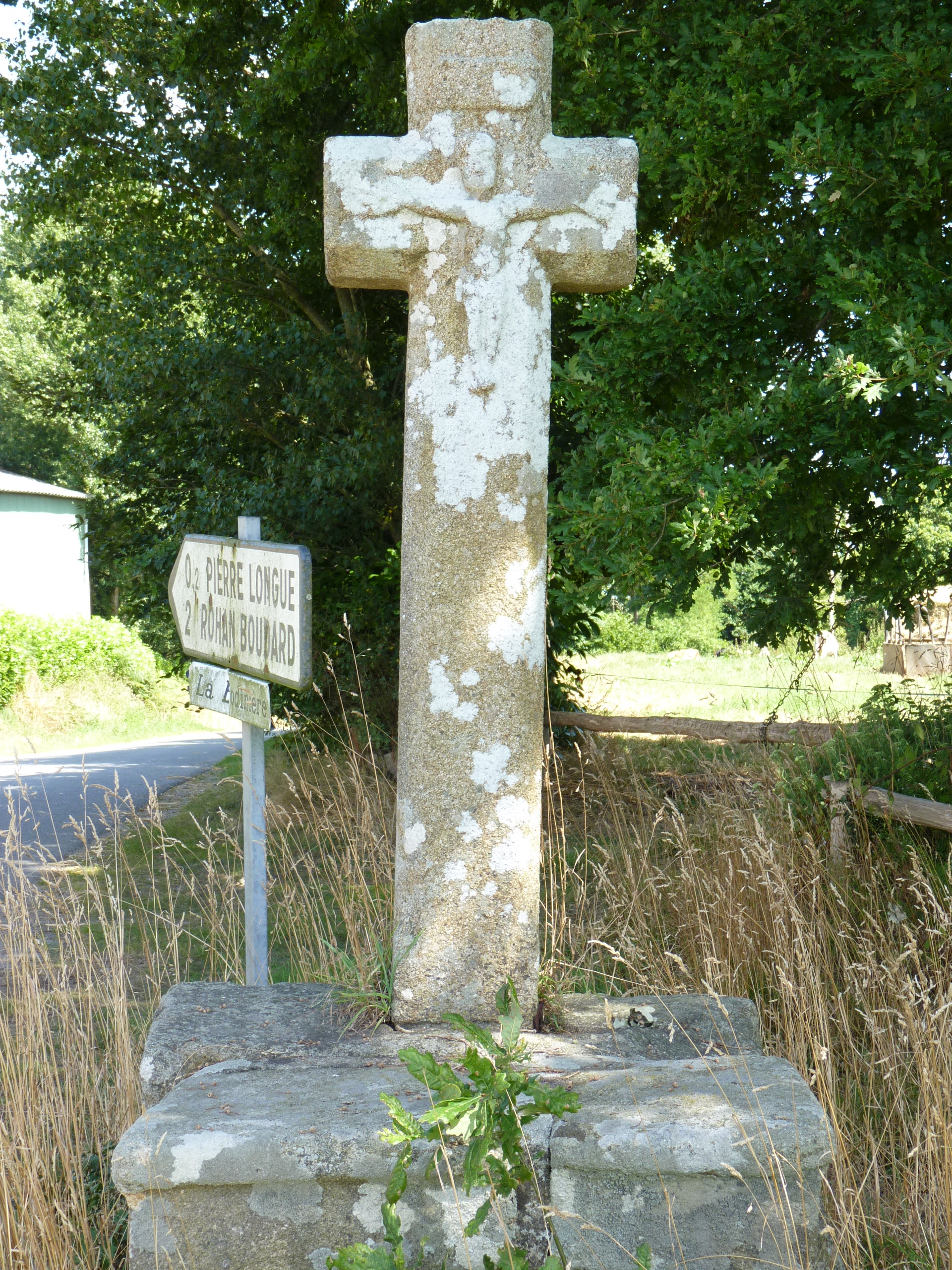
Придорожный крест «Пьер-Лонг»
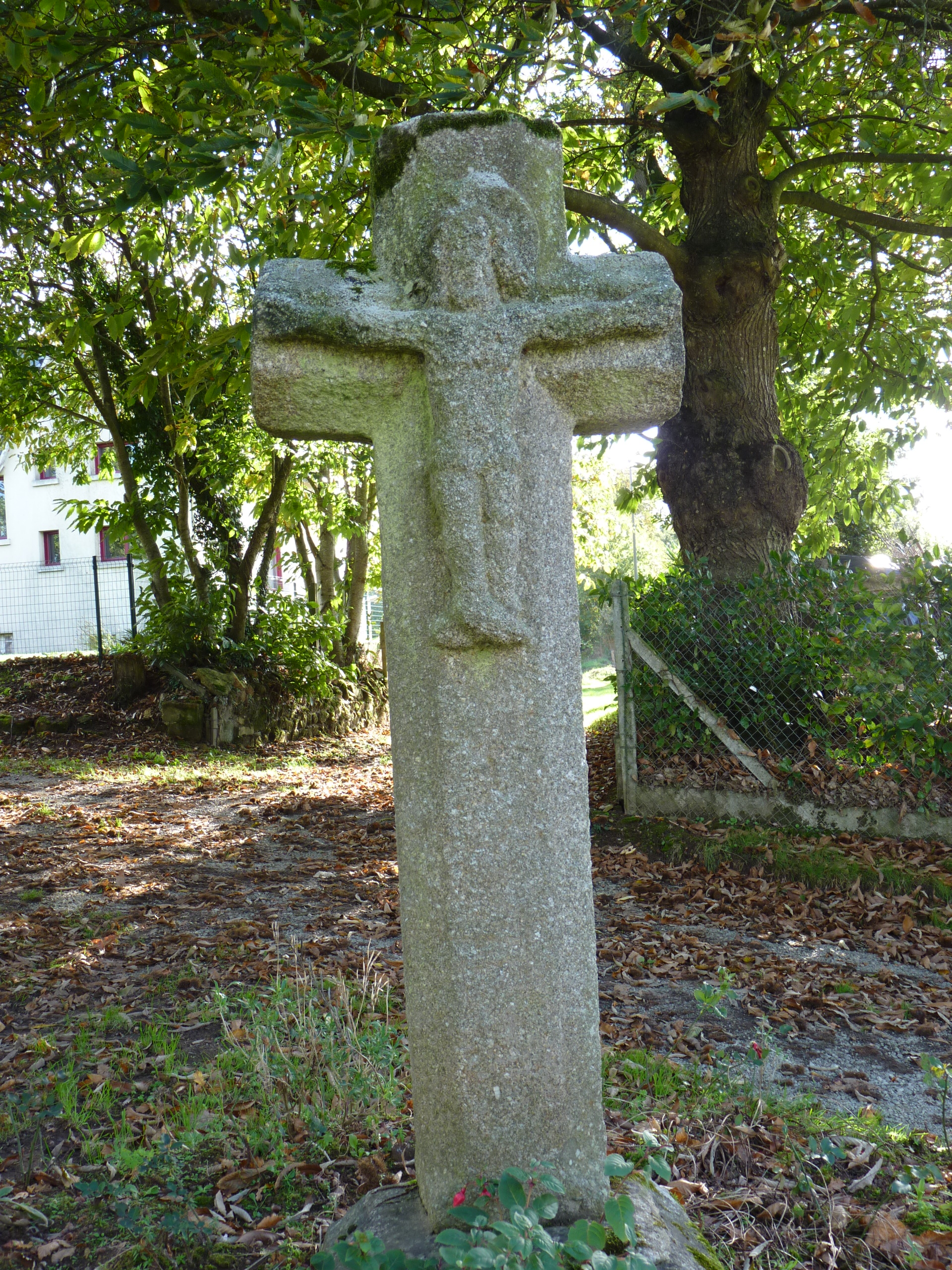
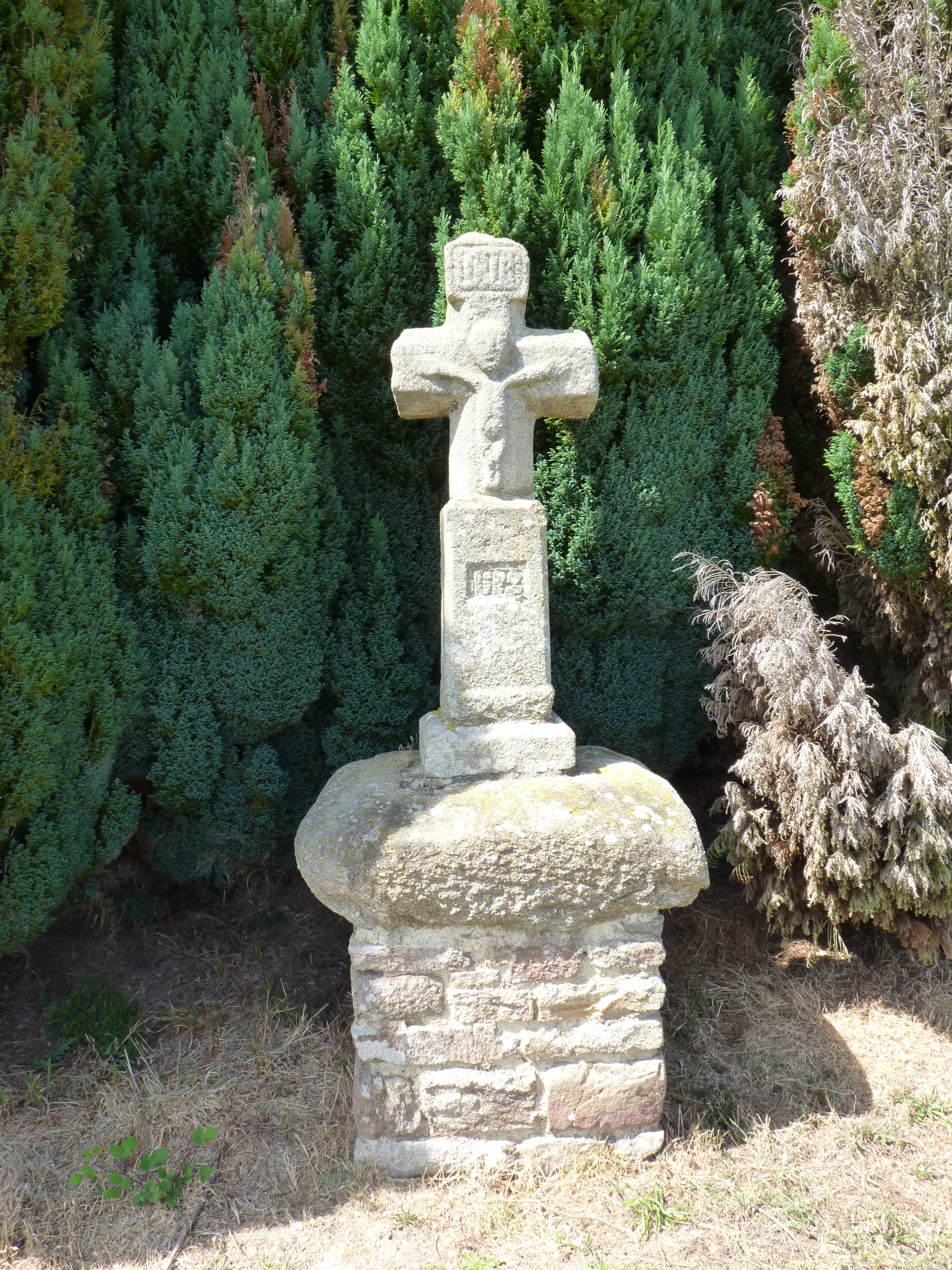
Крест XVIII века
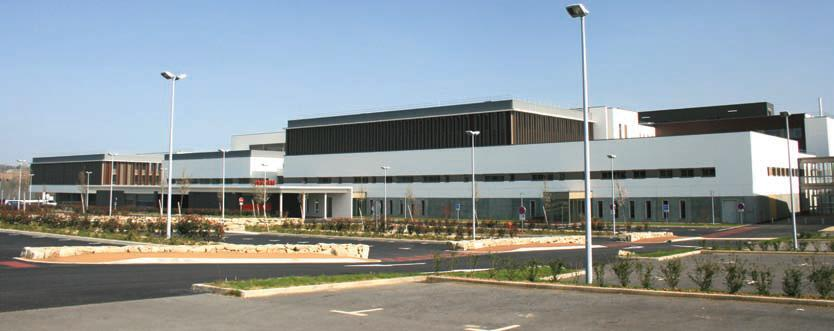
Больничный центр